# Deadline (filme)
Deadline (bra: Prazo Mortal ou Flashes de uma Psicose) é um filme estadunidense lançado diretamente em vídeo, do gênero suspense psicológico, dirigido por Sean McConville e estrelado por Brittany Murphy e Thora Birch. Deadline foi um dos últimos filmes de Brittany Murphy antes da sua trágica morte em dezembro de 2009.

## Enredo
Alice Evans (Brittany Murphy), é uma escritora que precisa completar um roteiro, que ela não terminou devido a um colapso psicológico depois que seu namorado, Ben, tentou matá-la. Com o prazo para de entrega do roteiro se aproximando, ela aceita uma oferta por um amigo produtor para deixá-la ficar em uma casa de estilo vitoriano, que ele adquiriu recentemente, para que ela possa se concentrar em seu trabalho. Ela insiste em ficar lá sozinho, e sua amiga Rebecca (Tammy Blanchard) relutantemente concorda e deixa-la lá.
Alice começa a ouvir barulhos estranhos na casa e torna-se convencido de que a casa é assombrada pelo fantasma de uma mulher assassinada. Ela começa a investigar os comodos da casa e encontra uma coleção de fitas de vídeo no sótão com um casal jovem misteriosa, Lucy e David woods (Thora Birch e Marc Blucas). A princípio, as fitas apenas mostrar o casal amorosamente falando sobre seu novo bebê e da vida juntos na casa. No entanto, à medida que avança as fitas, o David mais perturbado se revela. Ele torna-se convencido de Lucy está saindo com outra pessoa e que o bebê não pode ser seu, mesmo que ela lhe assegura ela nunca esteve com qualquer outra pessoa. Uma fita mostra-lhe filmar Lucy como ela dorme sussurrando, "ela parece um anjo."
Alice também observa uma de suas fitas de si mesma e Rebecca (antes Ben tentou matá-la) e é fortemente implícito que ela e Rebecca são mais do que apenas amigos. Alice fica observando as fitas de vídeo do Woods e pede Rebecca fazer a pesquisa sobre o casal para ela. Sentindo-se preocupado com Alice, Rebecca oferece para vir visitar, mas Alice insiste que ela está bem. Como ela continua assistindo as fitas, aprendemos a razão Ben tentou matar Alice: como Lucy Mata, Alice estava grávida e, como David Woods, Ben se convenceu de que o bebê não era dele. Também como David Woods, Ben tentou afogar Alice na banheira. Ela sobreviveu, mas perdeu o bebê. É por isso que Alice se sente tão ligado a Lucy.
Ela começa a ver o fantasma de Lucy Woods, em torno da casa. Quando Alice chega à última fita, ela vê que David matou Lucy por afogamento na banheira e depois se enforcou. Alice, em seguida, recebe um telefonema de Ben, que pede desculpas pelo que ele fez com ela. Durante a chamada, Alice vê uma sombra na casa e se convence de Ben está lá dentro, e que ele tem sido responsável por tudo o que tem acontecido enquanto ela estava lá, mas ele insiste que ele está em Boston com sua mãe. Ainda assim, Alice está com medo e começa a fugir, mas naquele momento, ela vê o final da fita que mostra David Woods realmente sobreviveu de seu enforcamento, quando sua mãe o derrubou na hora certa. Sua mãe, em seguida, relata a David a falta de Lucy. Alice fica cara a cara com David Woods dentro da casa, ele a chama de "Lucy" e acha que Alice é sua esposa. Ele pega ela e tenta afogá-la na banheira, mas depois ele vê o fantasma de sua falecida esposa, Lucy, de pé ao lado dele. Isso assusta-o tanto, ele cai para trás sobre o corrimão da escada e morre. O fantasma de Lucy, em seguida, esvazia a banheira e salva a vida de Alice.
Mais tarde, Rebecca vem e encontra Alice ainda deitado na banheira em estado de chque sobre com todo o ocorrido. Rebecca tira Alice de dentro da banheira, para seca-la e leva-la para a cama, ao lado da cama Rebecca encontra o livro em que Alice tem trabalhado em todo esse tempo. Ela descobre  palavra por palavra toda a história Alice foi dizendo a ela, é agora claro que tudo o que Alice viu foi tudo em sua cabeça. Rebecca então promete que nunca mais vai deixar Alice sozinha e coloca-la para a cama. Rebecca vai lá embaixo, onde ela encontra uma câmera de vídeo no chão, onde o corpo de David Woods teria caído, então pondo em duvida se tudo realmente teria acontecido so na imaginação de Alice. Ela pega a câmera e assiste a uma fita de Alice filmando de Rebecca dormindo que parece exatamente como a cena anterior mostrado de David filmando Lucy enquanto ela dormia, até Alice dizendo a mesma frase que David "ela parece um anjo." Acabando assim o a historia e tendo seu final sem uma conclusão definitiva, sendo passível a interpretação do telespectador.

## Elenco
- Brittany Murphy como Alice Evans
- Thora Birch como Lucy Woods
- Tammy Blanchard como Rebecca
- Marc Blucas como David Woods
- Claudia Troll como a mãe do David
- Michael Piscitelli como Ben

## Produção
A partir de junho de 2008, o filme começou a ser filmado de maneira independente no estado da Louisiana. Foi o primeiro filme em Inglês financiado pelo KRU Studios, e foi originalmente programado para ser lançado em meados de 2009. KRU trabalhou nos processos de pós-de produção, efeitos visuais e de distribuição na Ásia.

## Lançamento
O filme estreou em DVD no Reino Unido em 5 de outubro de 2009, e nos Estados Unidos em 1 de dezembro de 2009. Após a morte de Murphy em 20 de dezembro de 2009 Redbox lembrou cartazes de filmes que foram exibidos em quiosques em todo o país. o cartaz ilustrado personagem de Murphy sentado na banheira com uma versão morto de reflexão da outra personagem feminina principal no espelho.

## Trilha sonora
MovieScore Media lançou a trilha de Carlos José Alvarez para o filme em 27 de julho de 2010. O álbum foi dedicado à memória de Brittany Murphy.
| Faixas |
| --- |
| Deadline - Soundtrack 1. "Main Titles" 2:06 2. "Lucy and David " 1:10 3. "Somebody Died Here" 3:05 4. "The House" 1:51 5. "First Morning" 1:07 6. "Haunted Piano" 0:51 7. "Taking A Bath" 1:13 8. "An Attempt To Escape" 2:24 9. "Medication" 1:52 10. "Transformation" 2:27 11. "What If Ben Finds Out" 1:33 12. "But I Belong To You" 2:08 13. "Miscarriage" 2:21 14. "The Drowning" 5:00 15. "The Burial" 3:44 16. "Following Lucy" 1:03 17. "Burial Site" 4:02 18. "Lucy Saves Alice" 2:16 19. "Set Free" 1:25 20. "Deadline (Suite for Orchestra)" 6:01 |

## Recepção
Em sua crítica no Film Thrills, Deirdre Crimmins disse que "o roteiro é horrível. Não só o diálogo é estranho e antinatural, e o enredo impossível de seguir, mas não há desenvolvimento de personagens e todos os personagens agem irracionalmente."